# الحوت المنقاري لشييرد
الحوت المنقاري لشييرد (الاسم العلمي: Tasmacetus shepherdi) هو نوع من الحيتانيات، يتبع جنس تاسمانية ‏.